# Lymanopoda labda
Lymanopoda labda är en fjärilsart som beskrevs av William Chapman Hewitson 1861. Lymanopoda labda ingår i släktet Lymanopoda och familjen praktfjärilar. Inga underarter finns listade i Catalogue of Life.